# メガアダプタ
メガアダプタは、セガ・エンタープライゼスが販売したメガドライブ用の周辺機器である。1989年1月26日発売。価格4,500円。

## 概要
セガの家庭用8ビットゲーム機セガ・マークIII用ソフトを、メガドライブで使用可能にするアダプタ。メガドライブ最初期のソフト不足をカバーするための製品である。ある程度ソフトが出揃うと製品としての役割を終えたため販売期間は短い。また、あまり積極的に販売もされていなかったため、出荷数・現存数が少ない。
セガ・マークIIIの周辺機器である3Dグラスや、海外マスターシステム用の光線銃はメガアダプタでも使用することができる。

## ハードウェア
メガアダプタ本体には、セガ・マークIII用のROMカートリッジスロットとマイカードスロット、ポーズボタンのみが装備されており、メガドライブ本体のカートリッジスロットに挿して使用する。
メガドライブは、セガ・マークIII用ROMカートリッジを接続すると自動的に、セガ・マークIII互換の動作モードに切り替わるようになっていた。そのため、メガアダプタの内部構造はポーズボタン用の割り込み回路がある以外、アドレスとデータ（下位8ビットのみ）バスをそのまま結んでいるだけで、ほとんどがピン配列の変換パーツで占められている。ただし単に結線しただけではマークIIIとメガドライブのBIOSの違いにより一部のレジスタが初期化されない（一部のタイトルで不具合が出る）ため、純正のメガアダプタではわずかなICの追加で対処されている。
コントローラはメガドライブ付属のものが使用でき、方向ボタンとBボタン・Cボタンのみ使用する。ただし、『ボンバーレイド』や『エイリアンシンドローム』など、別売のマスターシステム用パッド（製品番号#3020）でないと動かないソフトが数本程度存在する。
SG-1000用のカートリッジやマイカード、及びSG-1000の画面モードを使用する『F-16 ファイティングファルコン』は使用できない。また、セガ・マークIII用トラックボールコントローラー『セガ スポーツパッド』には非対応のため、専用ソフトである『スポーツパッドサッカー』と『グレートアイスホッケー』の2本も使えない。
セガ・マークIIIとマスターシステムのFM音源はメガドライブ本体のFM音源部とは仕様が異なるため、メガアダプタ使用時の対応サウンドは全てPSG音源のみである。
カートリッジスロット周辺の形状が異なるため、メガドライブ（初代機）以外の互換機に直接接続することはできない。なお、メーカー保証外であるものの、コンバータの後ろの突起部分を切断したり、外装を取り払って基板を剥き出しにしたり、など、物理的に接続が可能な状態に出来さえすれば、メガドライブ2でも使用可能になる。

## 海外版

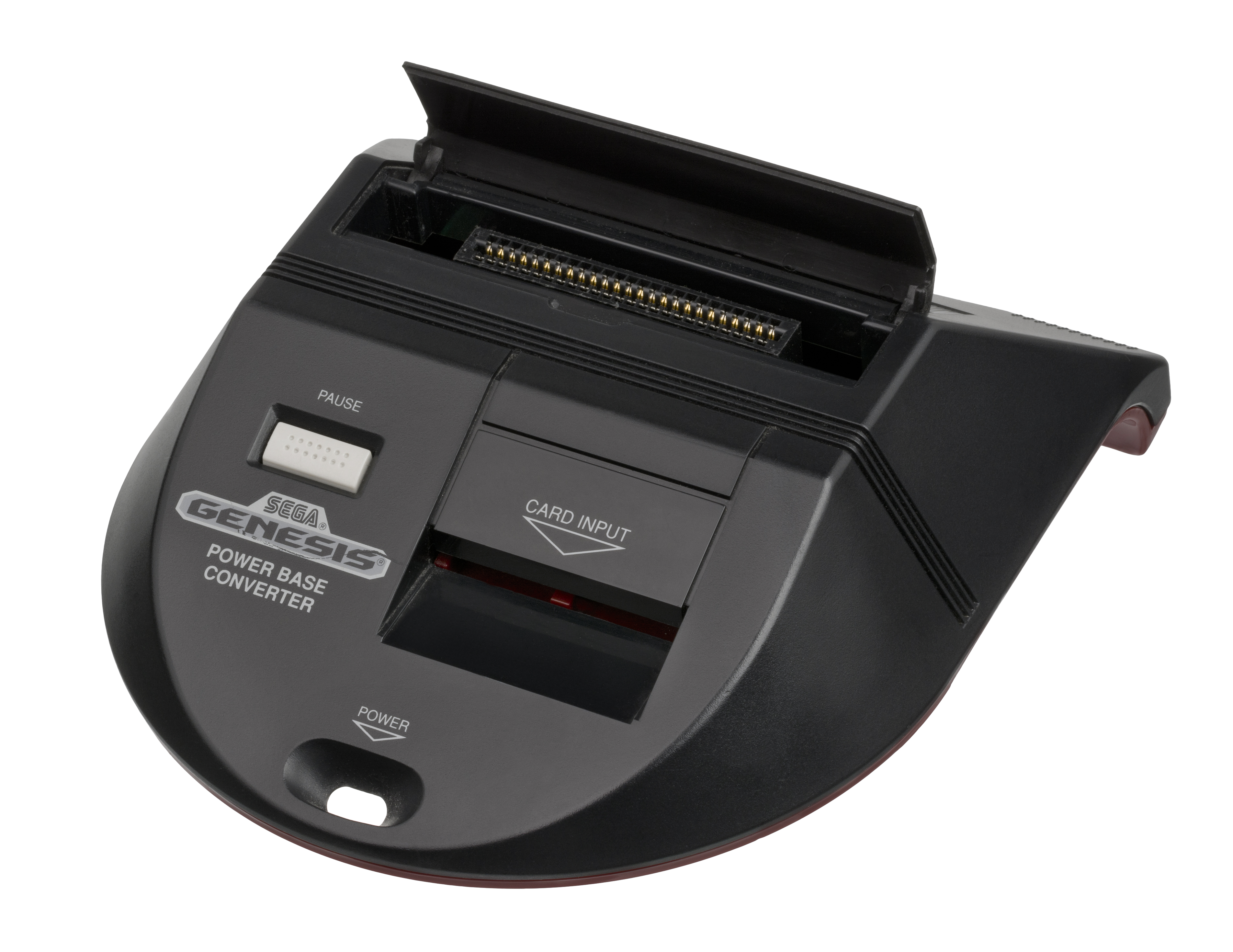
POWER BASE CONVERTER

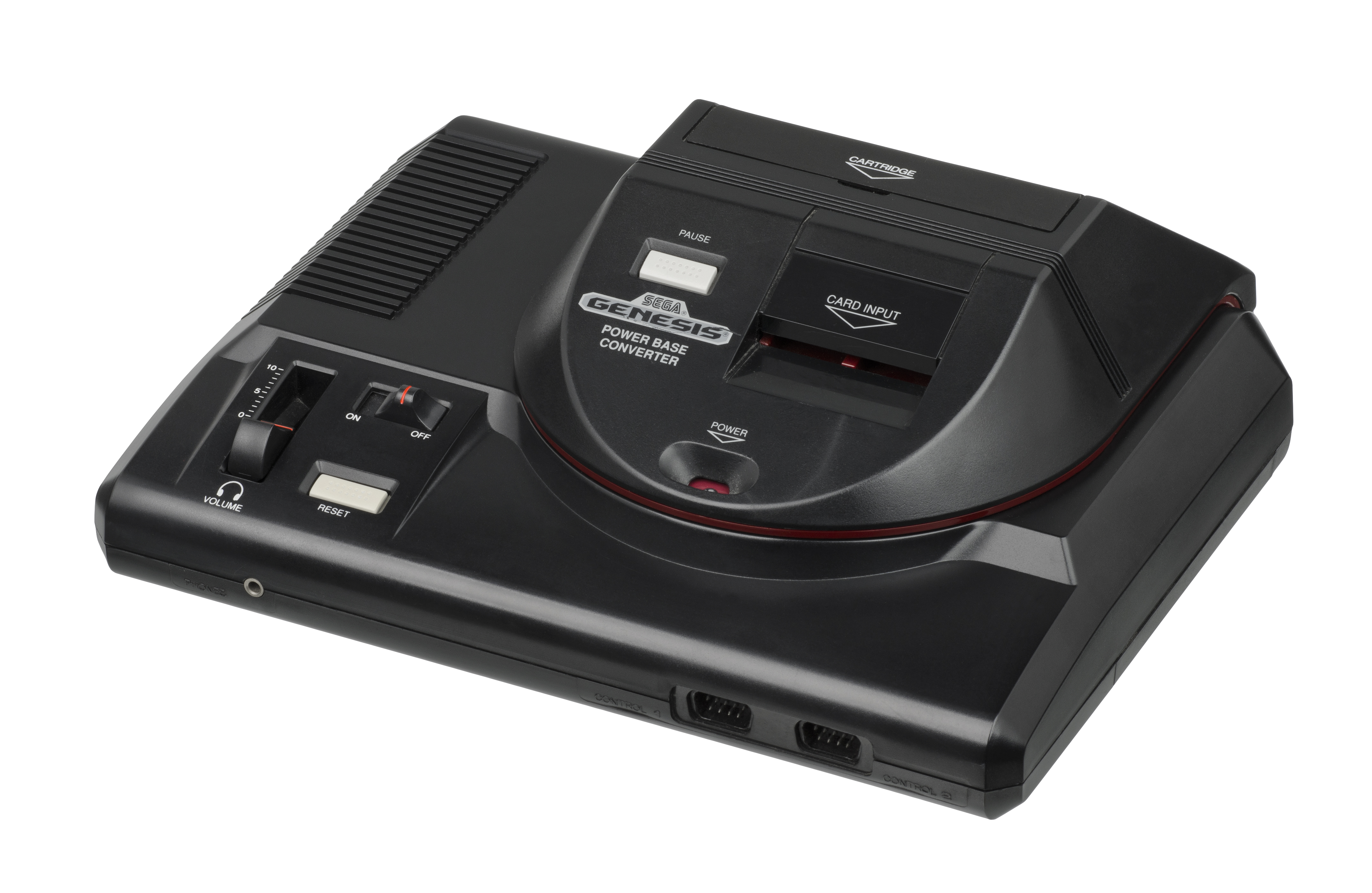
POWER BASE CONVERTEをGENESISに接続した様子

北米メガドライブのGENESIS用メガアダプタは、POWER BASE CONVERTERという名称である。メガCD一体型コンパクトタイプのマルチメガでも使用することができる。
マスターシステムが任天堂のファミリーコンピュータとほぼ互角のシェア争いを展開したヨーロッパでは、欧州版メガドライブが発売されてからもマスターシステムの市場が健在で、ユーザーからの要望も高かった。そのため、初代メガドライブ用のほかに、欧州版メガドライブ2への接続にも対応した両機種対応型の『POWER BASE CONVERTER II』が販売された。初代機より遥かにコンパクトになった代わりに、マイカードソフトが使用できなくなった。

## 現状
2023年現在、中古価格は高騰している。
なお、サイバーガジェットより発売されているレトロフリーク用ギアコンバーターにより、メガアダプタを購入せずとも、同等の機能をメガドライブに持たせることが容易になった。同社の公式アカウントでも、メガアダプタがメガドライブ2に物理的に接続できない問題を解決できる旨を述べている。逆に、初代メガドライブで初代ギアコンバーターを使用する際はカートリッジのロック部品が引っかかるため、正常に動作しない。限定カラーのギアコンバーターSには切り欠きがつけられており初代メガドライブで使用する際の物理的な問題は指摘されていない。なお海外版マスターシステム用カセットに対応したレトロフリーク用GEAR CONVERTER for SMSは前者と同じく物理的なロック機構の干渉が指摘されている。
また、非純正の互換品も販売されている。非純正品の中にはマイカード用スロットを備えず、カードキャッチャが必要になるものもある。
一方、2018年に一部店舗で発売された、MSXでSG-1000シリーズ用ソフトを動作させるエミュレータ「MEGA MSX ADAPTER」は、メガアダプタを介してSG-1000用カセットやマイカードを接続する仕様のため、メガアダプタまたは相当品が必須である。時期的にはちょうど上記のレトロフリーク用ギアコンバータが流通していたが、全てのSG-1000用ソフトが全てのMSXで動作するわけではない。